# Carl Schneider
Carl Schneider (ur. 19 grudnia 1891 w Gembitz, zm. 11 grudnia 1946 we Frankfurcie nad Menem) – niemiecki lekarz psychiatra, profesor psychiatrii na Uniwersytecie w Heidelbergu, zaangażowany w Akcję T4.

## Wybrane prace
- Psychologie und Psychiatrie. Arch. Psychiat. Nervenkr. 78, 522-571, 1926
- Die Psychologie der Schizophrenen und ihre Bedeutung für die Klinik der Schizophrenie. Leipzig: Thieme, 1930
- Behandlung und Verhütung der Geisteskranken. Berlin: Springer, 1939
- Die Schizophrenen Symptomverbände. Berlin: Springer, 1942